# Barsac (Drôme)
 Barsac  es una población y comuna francesa, en la región de Ródano-Alpes, departamento de Drôme, en el distrito de Die y cantón de Die.

## Demografía
| 133 | 135 | 133 | 111 | 116 | 141 |
| Para los censos de 1962 a 1999 la población legal corresponde a la población sin duplicidades (Fuente: INSEE [Consultar]) |     |     |     |     |     |